# Вулиця Гоголя (Дніпро)
Вулиця Гоголя — вулиця на Горі у Соборному районі міста Дніпро. Названа на честь українського письменника Миколи Гоголя.
На початку вулиці, лицем до проспекту Дмитра Яворницького пам'ятник Миколі Гоголю, встановленого 17 травня 1959 року на 150-річчя з дня народження у зв'язку з боротьбою з культом особистості (Сталіна) й його пам'ятниками. Скульптори: А. В. Ситник, Е. П. Калишенко, А. А. Шрубшток, архітектор Володимир Зуєв.
Бульвар вулиці Гоголя від проспекту Яворницького до півквартала між вулицями Паторжинського й Чернишевського.
Вулиця рівнинна, йде вздовж північно-західної тераси (Соборної) Гори. Довжина вулиці — 650 м; довжина бульвара — 300 м.

## Історія

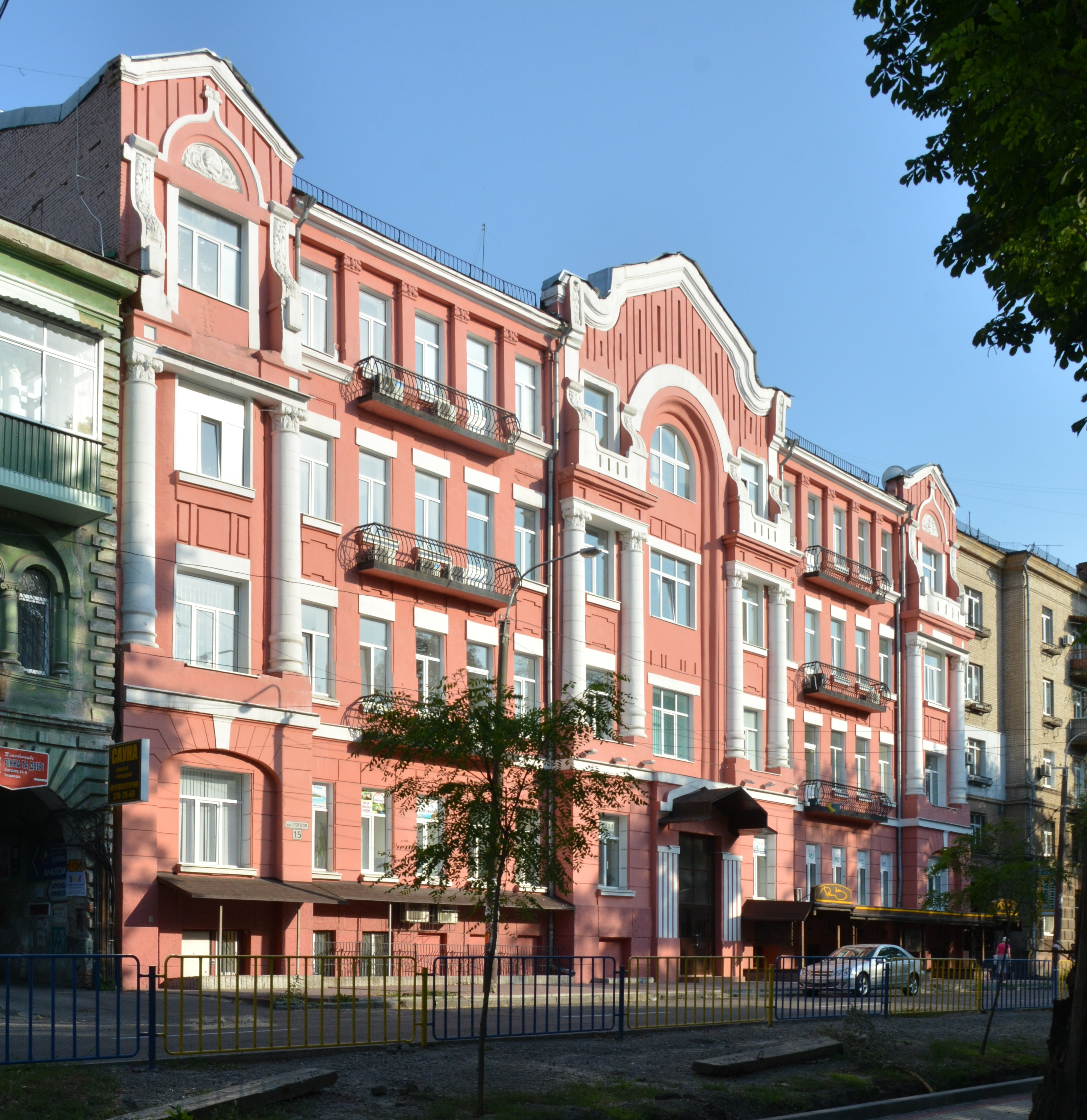
Дохідний будинок Воронцова роботи архітектора Красносільського; колишній Дніпропетровський фінансовий технікум

Первісна назва — Волоська вулиця, бо вела з Катеринослава у бік села Волоського (там і нині збереглася миля 1787, якою був позначений так званий Мильовий шлях). 1909 року на честь 100-річчя від дня народження Миколи Гоголя дістала назву видатного письменника українського походження. На мапі 1910 року вже носить назву Гоголівська вулиця.

## Перехресні вулиці
- проспект Яворницького,
- вулиця Шевченка,
- вулиця Паторжинського,
- вулиця Архітектора Олега Петрова,
- провулок Гоголя,
- вулиця Гусенка,
- вулиця Моссаковського.

## Будівлі
- № 6 — Міська дитяча стоматологічна поліклініка № 1;
- № 13 — колишній прибутковий будинок; збудований в 1870-х роках;
- № 14а — Дніпровська музична школа № 1;
- № 15 — Дохідний будинок Воронцова роботи архітектора Красносільського[3]; колишній Дніпропетровський фінансовий технікум;
- № 29 — Дніпропетровський регіональний інститут державного управління Національної академії державного управління при Президентові України (ДРІДУ НАДУ); колишній Дніпропетровський будівельний технікум;

## Особистості
- № 1 — в будинку жив науковець-металург, доктор технічних наук Володимир Мелешко.
- № 2 — в будинку жив технолог-машинобудівник, доктор технічних наук Сергій Чукмасов.